# Campionati mondiali di sollevamento pesi 2022 - 45 kg femminile
Le gare di sollevamento pesi della categoria fino a 45 kg femminile — pesi mosca — dei campionati mondiali del 2022 si sono svolte il 5 dicembre 2022 a Bogotà presso la Gran Carpa Américas Corferias.

## Programma
L'orario indicato corrisponde a quello colombiano (UTC-05:00)
| Data            | Orario | Evento   |
| --------------- | ------ | -------- |
| 5 dicembre 2022 | 11:30  | Gruppo B |
| 5 dicembre 2022 | 19:00  | Gruppo A |

## Medagliate
Per ciascun esercizio, le prime tre classificate sono le seguenti:
| Esercizio | Oro                   | Oro    | Argento               | Argento | Bronzo         | Bronzo |
| --------- | --------------------- | ------ | --------------------- | ------- | -------------- | ------ |
| Strappo   | Thanyathon Sukcharoen | 82 kg  | Chayuttra Pramongkhol | 78 kg   | Manuela Berrío | 77 kg  |
| Slancio   | Chayuttra Pramongkhol | 102 kg | Thanyathon Sukcharoen | 100 kg  | Manuela Berrío | 93 kg  |
| Totale    | Thanyathon Sukcharoen | 182 kg | Chayuttra Pramongkhol | 180 kg  | Manuela Berrío | 170 kg |

## Record
Prima di questa competizione, i record mondiali esistenti erano i seguenti:
| Record mondiale | Strappo | Mondiale standard | 85 kg  | — | 1º novembre 2018 |
| Record mondiale | Slancio | Mondiale standard | 108 kg | — | 1º novembre 2018 |
| Record mondiale | Totale  | Mondiale standard | 191 kg | — | 1º novembre 2018 |

## Risultati
| Pos. | Atleta                      | Gr. | Peso atleta | Strappo (kg) | Strappo (kg) | Strappo (kg) | Strappo (kg) | Slancio (kg) | Slancio (kg) | Slancio (kg) | Slancio (kg) | Totale |
| Pos. | Atleta                      | Gr. | Peso atleta | 1            | 2            | 3            | Pos.         | 1            | 2            | 3            | Pos.         | Totale |
| ---- | --------------------------- | --- | ----------- | ------------ | ------------ | ------------ | ------------ | ------------ | ------------ | ------------ | ------------ | ------ |
|      | Thanyathon Sukcharoen (THA) | A   | 44.90       | 77           | 79           | 82           |              | 95           | 100          | 103          |              | 182    |
|      | Chayuttra Pramongkhol (THA) | A   | 44.60       | 74           | 76           | 78           |              | 94           | 99           | 102          |              | 180    |
|      | Manuela Berrío (COL)        | A   | 45.00       | 73           | 75           | 77           |              | 91           | 93           | 93           |              | 170    |
| 4    | Khổng Mỹ Phượng (VIE)       | A   | 45.00       | 76           | 78           | 78           | 4            | 87           | 89           | 89           | 7            | 163    |
| 5    | Cicely Kyle (USA)           | A   | 45.00       | 71           | 71           | 73           | 5            | 90           | 90           | 91           | 5            | 162    |
| 6    | Emily Rosa Figueiredo (BRA) | A   | 44.60       | 71           | 71           | 71           | 7            | 87           | 89           | 89           | 6            | 158    |
| 7    | María Barco (MEX)           | A   | 44.90       | 64           | 67           | 69           | 12           | 85           | 88           | 91           | 4            | 158    |
| 8    | Adriana Pană (ROU)          | A   | 44.80       | 65           | 68           | 71           | 6            | 82           | 86           | 86           | 10           | 157    |
| 9    | Cansu Bektaş (TUR)          | A   | 44.90       | 69           | 72           | 75           | 9            | 87           | 87           | 92           | 8            | 156    |
| 10   | Rosielis Quintana (VEN)     | A   | 42.80       | 68           | 68           | 71           | 11           | 86           | 89           | 89           | 9            | 154    |
| 11   | Marta García Rincón (ESP)   | B   | 44.60       | 68           | 68           | 70           | 8            | 78           | 81           | 81           | 13           | 151    |
| 12   | Joana Anrique (ESP)         | B   | 45.00       | 66           | 66           | 68           | 10           | 82           | 82           | 82           | 12           | 150    |
| 13   | Hong Zi-yu (TPE)            | B   | 45.00       | 65           | 65           | 68           | 13           | 80           | 83           | 85           | 11           | 148    |
| 14   | Nadežda Nguen (BUL)         | A   | 44.90       | 65           | 65           | 65           | 14           | 80           | 80           | 80           | 14           | 145    |
| 15   | Fiorella Cueva (PER)        | B   | 45.00       | 57           | 60           | 60           | 15           | 76           | 79           | 79           | 15           | 133    |